# IC 5128
IC 5128 је лентикуларна галаксија у сазвјежђу Ждрал која се налази на листи објеката дубоког неба у Индекс каталогу.
Деклинација објекта је - 38° 58' 5" а ректасцензија 21h 43m 11,7s. Привидна величина (магнитуда) објекта IC 5128 износи 13,2 а фотографска магнитуда 14,1. IC 5128 је још познат и под ознакама ESO 343-22, MCG -7-44-35, IRAS 21401-3911, PGC 67232.